# Hylobates lar vestitus
Hylobates lar vestitus is een ondersoort van de withandgibbon, een primaat uit de familie van gibbons, Hylobatidae. Hij komt voor op het eiland Sumatra, Indonesië. Hij leeft, net als orang-oetans, in de boomtoppen. Hij komt zelden uit de bomen, om roofdieren als tijgers en Maleise beren te vermijden.